# Mariana Torres (actriz)
Mariana Paulina Torres González (León, Guanajuato, 5 de diciembre de 1985), más conocida como Mariana Torres, es una actriz mexicana. Conocida por interpretar a Lupita D'Alessio en la serie de televisión biográfica de Televisa, Hoy voy a cambiar.

## Primeros años
Es hija de José Torres, originario de la ciudad de León, conocido por sus numerosas participaciones en eventos de vaqueros y equinos en dicha ciudad. Mariana tiene cuatro hermanos. Karina, Alejandro, Mónica y Mauricio.

## Carrera
Mariana debutó como actriz en 2001 en la telenovela de TV Azteca, Como en el cine, más tarde participó en Por ti y Dos chicos de cuidado en la ciudad. Tuvo su primer papel protagónico en telenovela Belinda, al lado de Leonardo García.
Vivió un tiempo en Miami, Florida, donde participó en telenovelas producidas por la empresa venezolana Venevisión. 
En 2009, volvió a México para protagonizar la telenovela Vuélveme a querer con el personaje de Mariana Montesinos, compartiendo escena con el actor Jorge Alberi.
En 2012, ingresó como concursante al programa La Isla, el reality, quedando en el 5° lugar.
Entre 2013 y 2014, participó como copresentadora en La Academia Kids, encargándose del "backstage" para recibir las emociones de los niños participantes.
En 2015, concurso en el programa Sí Se Puede, producción de FremantleMedia Latin para Telemundo y TV Azteca.
En 2016, regresó a La Isla, el reality, quedando en el 4° lugar.
En 2017, interpretó a Lupita D'Alessio en su etapa adulta, en la serie de televisión biográfica de Televisa, Hoy voy a cambiar.
En 2019, protagoniza nuevamente en Televisa, la telenovela Ringo, dándole vida a Julia Garay.

## Filmografía

### Telenovelas
- Fuego ardiente (2021) - Alexa Gamba[1]
- Ringo (2019) - Julia Garay de Jáuregui
- Así en el barrio como en el cielo (2015) - Jacinta Beatriz "Jackie" López López
- Huérfanas (2011-2012) - María del Pilar "Maripili" Sáenz
- Sacrificio de mujer (2011) - Milagros Expósito / Dolores Vilarte
- Vuélveme a querer (2009) - Mariana Montesinos
- Pecados ajenos (2007-2008) - Denisse Torres
- Acorralada (2007) - Gabriela "Gaby" Soriano/ Gabriela "Gaby" Garcés Ledesma
- Olvidarte jamás (2006) - Carolina Salinas / Carolina Montero
- Belinda (2004) - Belinda Arismendi
- Dos chicos de cuidado en la ciudad (2003-2004) - Patricia "Paty" Chávez Rodríguez
- Por ti (2002) - Marisol
- Como en el cine (2001-2002) - Gloria Mercado

### Series de televisión
- La hora marcada (2023) - Madame Veronique[2]
- Hoy voy a cambiar (2017) - Lupita D'Alessio (joven)

### Programas de TV
- Código tren (2016) - Presentadora
- La Isla, el reality (Temporada 5, La Revancha) (2016) - Concursante (4° Lugar)
- Sí Se Puede (2015) - Concursante (6° Lugar)
- El Recreo (2014) - Presentadora
- La Hora de los Kids (2014) - Presentadora
- La Academia Kids  (2013-2014) - Copresentadora
- La Isla, el reality (Temporada 1) (2012) - Concursante (5° Lugar)
- Disney Club (2000) - Conductora

### Películas
- Las Vecinas (2015)

### Teatro
- La Sirenita

### Premios
- TVyNovelas (2018) mejor actriz protagónica de serie por hoy voy a cambiar